# La fontana della vergine
La fontana della vergine (Jungfrukällan) è un film del 1960 diretto da Ingmar Bergman, tratto da una leggenda svedese del XIV secolo, Töre's dotter i wänge. Nel 1961 il film vinse l'Oscar al miglior film straniero e il Golden Globe per il miglior film straniero.

## Trama
Nella Svezia medievale, il proprietario terriero Töre insiste perché la sua giovane figlia Karin consegni di persona dei ceri alla Madonna in un giorno di festa, in accordo alla tradizione che vuole che a farlo sia una ragazza vergine. La giovane è accompagnata da Ingeri, serva disonorata e pagana. Durante il viaggio però, dei briganti violentano e uccidono la giovane Karin, senza che Ingeri possa aiutarla, ma senza nemmeno che tenti di farlo, bloccata dall'invidia provata per la ragazza e dal rancore per la propria condizione. Nella fuga, gli assassini cercano riparo per la notte proprio dal padre di Karin, a loro insaputa.
Dopo essersi rifocillati, essi commettono un inconsapevole e fatale errore: quello di offrire in vendita alla madre della ragazza la veste della figlia uccisa, veste che la donna prende dalle mani di uno dei briganti dicendo però che sull'acquisto solo il padrone di casa può decidere. Ai genitori non occorre molto per intuire quale sorte sia toccata alla loro Karin, specie dopo il racconto di Ingeri, che nel frattempo è tornata alla casa del padrone, benché inizialmente si sia nascosta in preda ai rimorsi. Töre metterà in pratica la sua vendetta uccidendo i briganti, tra i quali anche un bambino innocente. Più tardi, Ingeri accompagna la famiglia nel luogo in cui si trova il cadavere di Karin e, mentre cercano di spostarlo per dare sepoltura alla sfortunata ragazza, dal punto in cui era poggiata la testa prende a sgorgare una sorgente d'acqua.

## Distribuzione
Il film uscì nei circuiti cinematografici della Svezia l'8 febbraio 1960 e vinse l'Oscar al miglior film straniero l'anno successivo; fu inoltre candidato allo stesso premio per i costumi. Vinse anche il Golden Globe, sempre per il miglior film straniero, e la "menzione speciale" del Festival di Cannes in Francia, mentre in Giappone si aggiudicò il Kinema Junpo Awards per il miglior film e il miglior regista stranieri.

## Riconoscimenti
- 1961 - Premio Oscar
  - Oscar al miglior film straniero
- 1961 - Golden Globe
  - Golden Globe per il miglior film straniero
- 1960 - Festival di Cannes
  - Menzione speciale
- 1961 - Semana Internacional de Cine de Valladolid
  - Lábaro de oro